# Sandy Wang
Sandra "Sandy" Wang (Engelse: Sandra "Sandy" Cheeks) is een personage uit de animatieserie SpongeBob SquarePants. Sandy wordt in het Nederlands ingesproken door Lottie Hellingman. Sandy is een eekhoorn en niet, zoals de andere in de serie, een onderwaterdier waardoor ze vaak rondloopt in een soort astronautenpak om haar van zuurstof te voorzien.
Sandy komt oorspronkelijk uit Texas, maar woont nu in een koepel met lucht in Bikinibroek. Sandy beoefent karate, surfen en extreme sporten. De reden dat ze naar de zeebodem verhuisd is, is voor wetenschappelijke doeleinden.